# Giovanni Maria Lampredi
Giovanni Maria Lampredi (Rovezzano, 6 aprile 1731 – Firenze, 17 marzo 1793) è stato un letterato, giurista ed etruscologo italiano.

## Biografia
Fu docente fino al 1773 di istituzioni di diritto canonico presso l'Università di Pisa, poi di diritto pubblico. Tra i suoi studenti ebbe Francesco Foggi.

## Opere
- Saggio sopra la filosofia degli antichi Etruschi (1756)
- Del governo civile degli antichi toscani e delle cause della lor decadenza (1760)
- Juris publici universalis sive Juris naturæ et gentium theoremata (1782)
- Diritto di natura e delle genti (trad. ital. del precedente: 1818)